# Sam de Maré
Johan Victor Samuel (Sam) de Maré, född den 26 februari 1864 i Stockholm, död den 21 april 1955 i Göteborg, var en svensk jurist. Han var son till Samuel de Maré samt far till Ernst och Göran de Maré.
de Maré avlade hovrättsexamen vid Lunds universitet 1896. Han var advokat i Falun 1896–1900 och i Göteborg från 1900 till sin död. de Maré blev ledamot av Sveriges advokatsamfund 1903 (styrelseledamot i Göteborgsavdelningen 1917–1928, ordförande där 1921–1928) och var av Kunglig Majestät utsedd särskild skiljedomare i arbetstvister i sydvästra Sverige 1921–1934. Han blev riddare av Vasaorden 1922 och av Nordstjärneorden 1940. de Maré vilar på Kvibergs kyrkogård i Göteborg.